# Eve Mayfair
Eve Mayfair (San Francisco, California; 21 de enero de 1980) es una ex-actriz pornográfica estadounidense, de ascendencia afroestadounidense. Debutó en la industria pornográfica en 2005, con tan sólo 25 años de edad.

## Filmografía
- 2009 - Whitezilla Is Bigga Than a Nigga!!! 1
- 2006 - Decline of Western Civilization Part 69: The Porno Years
- 2006 - White Mans' Revenge
- 2005 - Black Bad Girls 21
- 2005 - Hood Hoppin' 4
- 2005 - Black Moon Risin'
- 2005 - Black Reign 8
- 2005 - Climaxxx TV
- 2005 - Fuck Me Harder White Boy 2
- 2005 - Spread 'Em Apart